# Lars Benzon
Lars Benzon (født 1687 på Sæbygård, død 1742) var en dansk deputeret i Søetatens generalkommissariat og godsejer, søn af generalprokurør Niels Benzon, samt bror til Peder Benzon og Jacob Benzon.
Under grev Frederik Danneskiold-Samsøe blev han som kammerjunker i 1717 udnævnt som deputeret. Han var i 1721 med til at udarbejde en ny instruks for Søetatens regnskabsvæsen.
Den 12. marts 1721 blev Benzon gift med Charlotte Amalie von Adeler (1703-1724) og i 1731 blev han konferensråd.
I 1738 blev der indgivet en anonym klage over Danneskiolds bestyrelse. Til brug for sagsbehandlingen blev der indhentet udtalelser fra admiralitetskollegiet og kommissariatskollegiet. Dommen frifandt i første omgang Benzon, selvom Danneskiold ikke var enig. Kong Christian 6. gav imidlertid efterfølgende Danneskiold ret og tildelte Benzon en skarp irettesættelse. Danneskiold forlangte desuden, at Benzon skulle afskediges. Dette modsatte kongen modsatte sig dog. Benzon valgte dog selv at tage sin afsked, og trak sig tilbage til sine godser (Sæbygård, Hagestedgård og Kornerupgård) og døde 1742.